# Осмолиці-Другі
Осмолиці-Другі (пол. Osmolice Drugie) — село в Польщі, у гміні Стшижевиці Люблінського повіту Люблінського воєводства.
Населення — 485 осіб (2011).

## Демографія
Демографічна структура станом на 31 березня 2011 року:
|          | Загалом | Допрацездатний вік | Працездатний вік | Постпрацездатний вік |
| -------- | ------- | ------------------ | ---------------- | -------------------- |
| Чоловіки | 239     | 60                 | 155              | 24                   |
| Жінки    | 246     | 56                 | 141              | 49                   |
| Разом    | 485     | 116                | 296              | 73                   |